# Тоні Бошкович
Антон «Тоні» Бошкович (англ. Anton «Tony» Boskovic, 27 січня 1933 — 16 червня 2022) — австралійський футбольний арбітр хорватського походження. Арбітр ФІФА у 1965—1982 роках.

## Біографія
Емігрував до Австралії з Югославії в 1955 році.
Бошкович відомий тим, що став першим арбітром із ОФК, який судив як головний арбітр матчі на чемпіонаті світу, провівши по одній грі у 1974 році та 1982 році. Також відсудив два матчі на домашньому молодіжному чемпіонаті світу 1981 року.
У 1982 році завершив суддівську кар'єру і був запрошений приєднатися до незалежної комісії з перегляду міграції уряд Австралії.

## Матчі збірних
| Дата       | Матч                              | Рахунок | Турнір                                  | ЖК | YK · RK | RK |
| ---------- | --------------------------------- | ------- | --------------------------------------- | -- | ------- | -- |
| 20/06/1969 | Австралія – Греція                | 1 – 0   | Товариський матч                        | ?  | ?       | ?  |
| 14/11/1971 | Австралія – Ізраїль               | 1 – 0   | Товариський матч                        | ?  | ?       | ?  |
| 16/05/1973 | Ізраїль – Японія                  | 2 – 1   | Кваліфікація на Кваліфікація на ЧС-1974 | ?  | ?       | ?  |
| 22/05/1973 | Гонконг – Японія                  | 1 – 0   | Товариський матч                        | ?  | ?       | ?  |
| 23/06/1974 | Болгарія – Нідерланди             | 1 – 4   | Кваліфікація на ЧС-1974                 | 4  | 0       | 0  |
| 11/08/1976 | Австралія – Гонконг               | 0 – 1   | Товариський матч                        | ?  | ?       | ?  |
| 27/02/1977 | Сінгапур – Таїланд                | 2 – 0   | Кваліфікація на Кваліфікація на ЧС-1978 | ?  | ?       | ?  |
| 03/02/1980 | Австралія – Чехословаччина        | 0 – 5   | Товариський матч                        | ?  | ?       | ?  |
| 31/05/1980 | Австралія – Англія                | 1 – 2   | Товариський матч                        | ?  | ?       | ?  |
| 24/08/1980 | Австралія – Мексика               | 2 – 2   | Товариський матч                        | ?  | ?       | ?  |
| 18/03/1981 | Ірак – Катар                      | 1 – 0   | Кваліфікація на Кваліфікація на ЧС-1982 | ?  | ?       | ?  |
| 31/03/1981 | Саудівська Аравія – Катар         | 1 – 0   | Кваліфікація на Кваліфікація на ЧС-1982 | ?  | ?       | ?  |
| 30/05/1981 | Нова Зеландія – Китайський Тайбей | 2 – 0   | Кваліфікація на Кваліфікація на ЧС-1982 | ?  | ?       | ?  |
| 18/10/1981 | Китай – Кувейт                    | 3 – 0   | Кваліфікація на Кваліфікація на ЧС-1982 | ?  | ?       | ?  |
| 21/06/1982 | Алжир – Австрія                   | 0 – 2   | Кваліфікація на ЧС-1982                 | 1  | 0       | 0  |
| 12/06/1983 | Австралія – Англія                | 0 – 0   | Товариський матч                        | ?  | ?       | ?  |